# Zygogeomys trichopus
Ne doit pas être confondu avec Cratogeomys castanops.
Genre
Espèce
Statut de conservation UICN

 EN B1ab(iii,v) : En danger
Zygogeomys trichopus est une espèce de rongeur de la famille des Geomyidae, la seule du genre Zygogeomys. Endémique du Mexique, son habitat naturel est dans les forêts tempérées où l'espèce est en danger de disparition. Ce rongeur est appelé parfois « Rat à poche mexicain » de l'anglais Michoacan Pocket Gopher, ce qui peut prêter à confusion avec le Rat à poche mexicain (Cratogeomys castanops).
Ce genre monotypique et l'espèce ont été décrits pour la première fois en 1895 par le zoologiste américain Clinton Hart Merriam (1855-1942).